# Église Saint-Rémi de Wasigny
L'église Saint-Rémi est une église située à Wasigny, en France.

## Localisation
L'église est située sur la commune de Wasigny, dans le département français des Ardennes.